# Gasparo da Salò

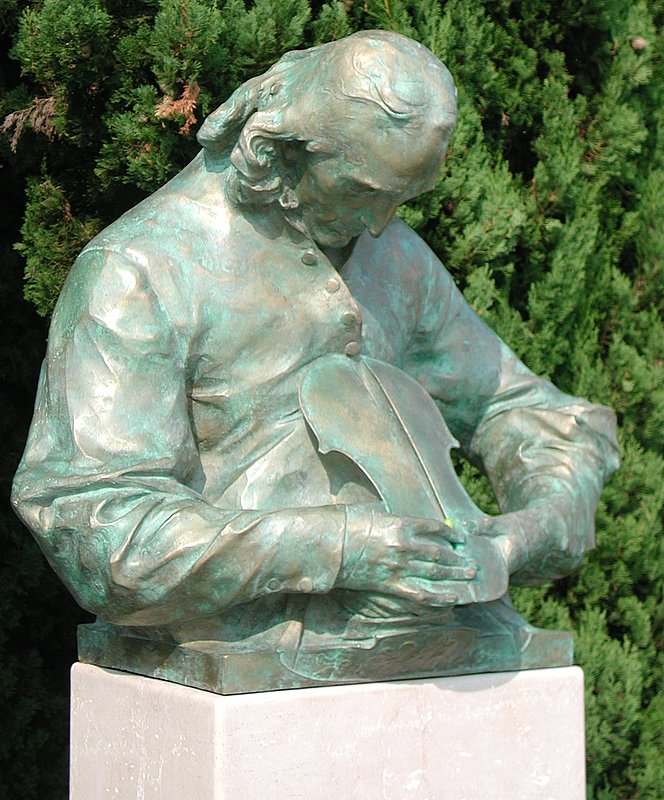
Denkmal in Salò

Gasparo da Salò, auch Gasparo Bertolotti (* 20. Mai 1540 (in manchen Quellen auch 1542) in Polpenazze del Garda nahe Salò; † 14. April 1609 in Brescia) war ein italienischer Geigenbauer und Kontrabassist.
Da Salò war der Begründer der Brescianer Schule im Geigenbau. Diese Instrumente sind konservativer im Bau als die zur gleichen Zeit in Cremona entstandenen Instrumente der Amati-Familie. Viele seiner erhaltenen Instrumente sind große Bratschen, die später oft für eine angenehmere Spielbarkeit verkleinert wurden. Zu seinen Schülern zählten sein Sohn sowie Giovanni Paolo Maggini und höchstwahrscheinlich der polnische Geigenbauer Marcin Groblicz (nach 1540–1609).

## Herkunft
Gasparo wurde in Salò in eine Familie von Musikern und Kunsthandwerkern geboren.
Sein Großvater Santino besaß Land und Schafherden und stellte wohl Saiten für Streichinstrumente aus Schafsdarm her.
Sein Vater Francesco († um 1561/1565) war Flötist.
Sein Onkel Agostino (* 1510), der auch als Fachmann für Musikinstrumente gefragt war, war erster Konzertmeister der capella di Salò und hatte in dieser Funktion die Aufgabe, Klerus und Schola cantorum des Doms im Gesang zu unterrichten.
Agostino hatte vier Töchter und einen Sohn, Bernardino (* 1547), der Musiker wurde und als Violinist und Posaunist (trombonista) tätig war, nacheinander am Hof der Este in Ferrara, damals eines der Musikzentren Oberitaliens, danach in Mantua am Hof der Gonzaga, als dort Claudio Monteverdi, sowie später am päpstlichen Hof in Rom.
Gasparos Sohn Francesco wurde ebenfalls Instrumentenbauer.

## Leben

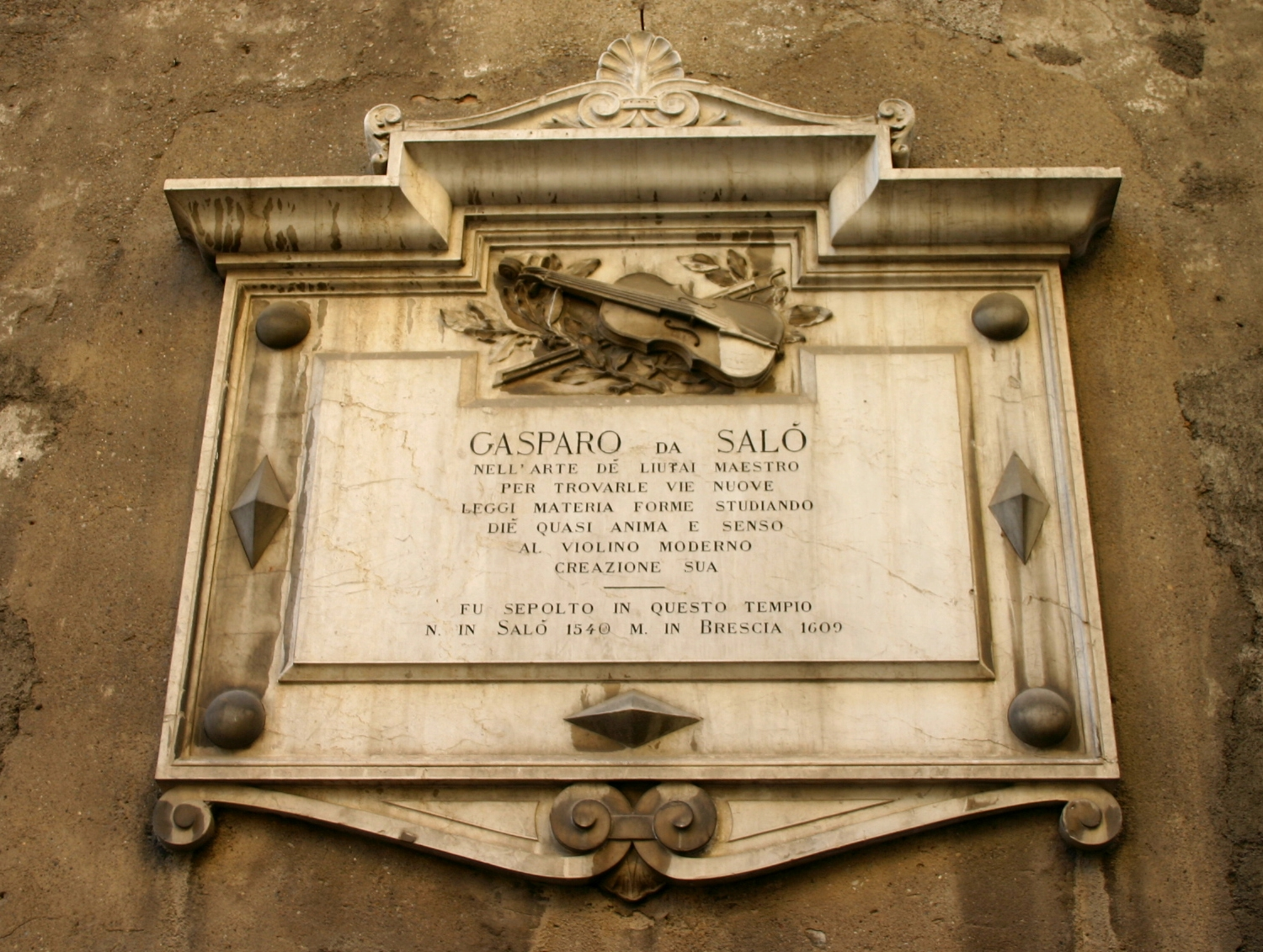
Gedenktafel an Gasparo da Salò an der Kirche San Giuseppe in Brescia

Gasparo erhielt seine erste musikalische Ausbildung wohl durch seinen Vater und seinen Onkel. Oberitalien und besonders Salò und Brescia brachten damals eine Reihe von hervorragenden Geigenspielern und anderen Musikern hervor, die am Markusdom sowie an vielen Höfen Europas seit den frühen 1540er Jahren engagiert waren.
Nach dem Tod des Vaters 1562 zog er nach Brescia, wo er in der Contrada Antegnati, in der sich mehrere Instrumentenbauer und Musiker niedergelassen hatten, ein Haus mit einem Laden erwarb. Wahrscheinlich führte er dort das traditionelle Geschäft der Familie, den Handel mit Saiten, weiter. Seine Geschäfte liefen so gut, dass er bereits drei Jahre später Isabetta Cassetti, die Tochter eines örtlichen Töpfers und Glasherstellers, heiraten konnte.
Gasparo pflegte freundschaftliche Beziehungen zu Girolamo Virchi (1523–1575), damals einer der bedeutendsten Instrumentenbauer der Stadt, in den Akten als maestro de musica instrumentis bezeichnet. 1565 wurde Virchi Pate an Gasparos erstgeborenem Sohn, dem noch sechs weitere Kinder folgten. Zwei der Söhne starben bereits im frühen Kindesalter, Francesco war der einzige überlebende Sohn, der später wie sein Vater Geigenbauer wurde.
Im selben Viertel lebten zwei berühmte Organisten der Kathedrale von Brescia, Fiorenzo Mascara und dessen Nachfolger Costanzo Antegnati, sowie der Geigenvirtuose Giuseppe Biagini. Mascara spielte, wie auch andere seiner Musikerkollegen aus Brescia, mehrere Instrumente, und er galt als ausgezeichneter Viola- und Gambenspieler. Die Freundschaft mit diesen Musikern und der häufige nahe Kontakt mit ihnen eröffnete Gasparo neue musikalische Horizonte, vor allem was die Perfektionierung des Klangs und die Verbesserung von Saiten und Bau der Instrumente betrifft. In einem Steuerbescheid von 1568 wird ein florierendes Geschäft belegt. 1575 kaufte er ein Haus in der Contrada delle Cossere, das die Wiege einer Instrumentenbauer-Werkstatt wurde, deren Bedeutung in der ersten Hälfte des 16. Jahrhunderts kontinuierlich wuchs und die sich einen hervorragenden Ruf in ganz Europa erwarb. Hergestellt wurden alle Typen damals gefragter Saiteninstrumente.
Mit Gasparo erreichte die Kunst des Geigenbaus ein hohes Niveau. Zu seinen Schülern, die er in der Kunst des Geigenbaus ausbildete, gehören sein Sohn Francesco, der Franzose Alexandro de Marsiliis (= Alessandro aus Marseille), Giovanni Paolo Maggini aus Botticino in der Nähe von Brescia, Giacomo Lafranchini aus Valle Camonica und ein Geigenbauer, der lediglich unter seinem Vornamen Baptista überliefert ist. Seine Geschäfte liefen so gut, dass er ausgedehnte Ländereien bei Calvagese mit einer Villa und Bauernhäusern erwerben konnte.
Gasparo unterstützte die Familien seiner Geschwister und amtete als Vormund für seine drei Neffen, als deren Eltern, seine Schwester Ludovica und deren Ehemann Rocco Cassetti, 1577 an der Pest starben.
Gasparo da Saló starb am 14. April 1609 und wurde in der Kirche San Giuseppe in Brescia bestattet.
Sein Grab ist nicht erhalten, nur eine Gedenktafel an der Kirche erinnert an den großen Geigenbauer der Stadt.
Nach seinem Tod arbeiteten Francesco, Maggini und Lafranchini weiter zusammen und führten für eine kurze Zeit die Werkstatt weiter.

## Gasparo da Salòs Instrumente

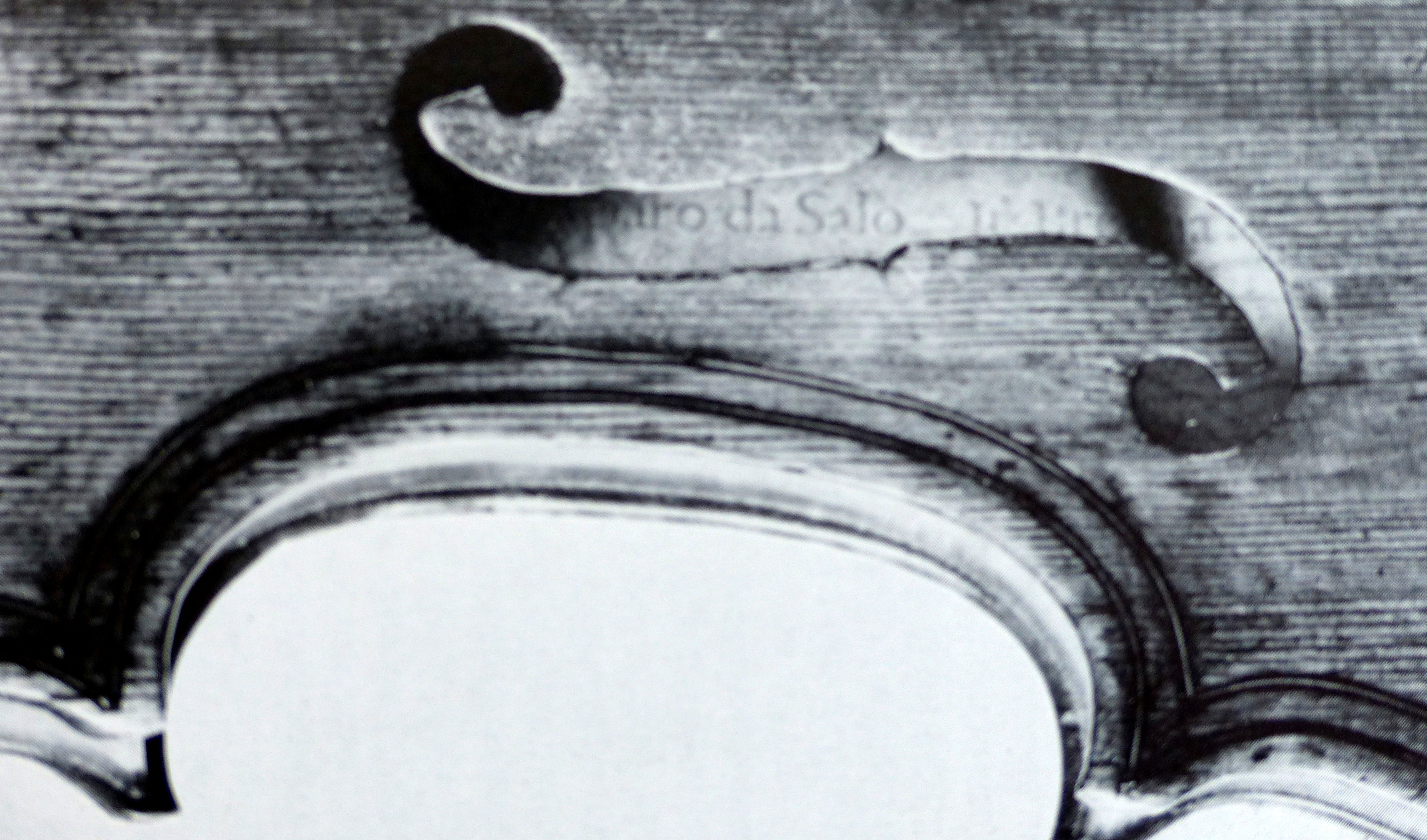
Zettel in einer Viola: Gasparo da Salò In Brescia

Gasparo baute Viole da Gamba, Violoni, Violoncelli, Kontrabässe, Cister und wahrscheinlich auch Lire da Braccio und Lironi.
Nur wenige seiner Musikinstrumente sind in ihrem vollständigen Originalzustand erhalten, die meisten sind durch spätere Zutaten ergänzt. Viole da gamba wurden häufig in Violoncelli umgebaut, einige seiner sechssaitigen Bassviolen zu drei- und viersaitigen Kontrabässen.

### Geigen und Bratschen
Äußerst selten erhalten sind Violinen. Entstanden in einer Zeit, in der der Geigenbau noch nicht standardisiert war, ähneln sie in Maß und Proportion schon sehr modernen Geigen, wobei sie häufig groß dimensioniert sind und eine Länge von bis zu 44,5 cm erreichen können. Während nach dem Urteil von Fachleuten Da-Salò-/Bertolotti-Geigen denen von Amati und Guarneri in der Qualität unterlegen sind, sind seine Violen bei Bratschenspielern wegen ihres vollen Klangs, dem Reichtum an Obertönen und ihrer Tiefe sehr begehrt. Eine Viola von Gasparo erzielte bei Christie’s 2010 in einer Auktion 540.000 Dollar.
Eine Da-Salò-Viola spielte beispielsweise Hermann Voss als Bratschist des Melos Quartetts oder Amihai Grosz, erster Solobratschist der Berliner Philharmoniker.

### Kontrabässe
Als herausragend gelten seine Kontrabässe. Typisch für seine Bässe sind die Schalllöcher in Form langgezogener Sinuskurven und schmale Flügel.

### Rohstoffe und Kennzeichnung
Das Holz für die Instrumente wurde auch aus Venedig importiert, Darmsaiten aus Rom, für beides existieren Dokumente. Das Holz für seine Saiteninstrumente war in einzelnen Fällen über 200 Jahre gelagert. Anders als die Amati legte er wenig Wert auf eine ästhetisch schön gestaltete Zusammenstellung der Holzmaserung auf der Rückseite der Instrumente. Salò verwendete einen eher weichen rötlichbraunen oder bernsteingelben Lack, der im Laufe der Zeit stark nachdunkelt. Sein Label lautet Gasparo da Salo, In Brescia oder Gasparo da Salo.

## Abbildungen von Musikinstrumenten
- Viola, 1580
- Violine, 1591
- Kontrabass, 1580 (Memento vom 12. November 2010 im Internet Archive)